# دونالد ماكنزي
دونالد ماكنزي (7 أغسطس 1870 بسيدني في أستراليا - 11 أبريل 1947) (بالإنجليزية: Alick Mackenzie)‏ هو لاعب كريكت أسترالي.

## وصلات خارجية
- دونالد ماكنزي على موقع إي آس بي آن كريك إنفو (الإنجليزية)